# Palazzo Pingitore
Il Palazzo Pingitore sorge nel centro storico di Serrastretta, in provincia di Catanzaro, ed è caratterizzato dal portale di buona fattura esempio dell'architettura locale della seconda metà del Settecento e di tutto l'Ottocento.
L’originario palazzo gentilizio di proprietà della famiglia Pingitore è situato in Via Umberto I, n.8, si compone di 22 stanze, quattro diversi ingressi e tre piani.
I toni architettonici dell'intero Palazzo sono la testimonianza delle maestranze locali all'opera per la realizzazione di una dimora idonea a ospitare una famiglia di tipo allargato intesa nella società del tempo come cellula produttiva, antenata del puro nucleo familiare.
Infatti, gli ampi vani che compongono la casa, la suddivisione degli spazi, il forno, le cantine che contengono ancora oggi botti in legno, i muri molto spessi per migliorare le prestazioni di isolamento, ancora, le stalle, le giare per l’olio, le ringhiere prive di saldature, i solai, le travi a vista in legno di castagno, le tegole realizzate a mano, le scale in pietra, le casse in legno per la conservazione del grano, le grandi camere dal letto, lo studio di un componente della famiglia di professione avvocato e farmacista, le enciclopedie mediche e giuridiche, costituiscono di certo la testimonianza di un’organizzazione familiare divisa in mansioni, tipica di quel tempo.
Il palazzo è stato abitato dall’intera famiglia Pingitore fino al 1964.
Nell’anno 2014 la famiglia Pingitore decise di cedere l'immobile al Comune di Serrastretta; le trattative si conclusero presto tra il proprietario Don Peppino Pingitore e il sindaco Felice Molinaro.
Il Palazzo Pingitore si affaccia su Piazza San Martino, inaugurata lo scorso anno e teatro di molti spettacoli e manifestazioni serrastrettesi.